# Merésichic
Merésichic är en ort i Mexiko.   Den ligger i kommunen Opodepe och delstaten Sonora, i den nordvästra delen av landet, 1 700 km nordväst om huvudstaden Mexico City. Merésichic ligger 711 meter över havet och antalet invånare är 183.
Terrängen runt Merésichic är huvudsakligen lite kuperad. Merésichic ligger nere i en dal.  Trakten runt Merésichic är nära nog obefolkad, med mindre än två invånare per kvadratkilometer. Det finns inga andra samhällen i närheten. Omgivningarna runt Merésichic är i huvudsak ett öppet busklandskap.